# Psilotris kaufmani
Psilotris kaufmani is een straalvinnige vissensoort uit de familie van grondels (Gobiidae). De wetenschappelijke naam van de soort is voor het eerst geldig gepubliceerd in 1993 door Greenfield, Findley & Johnson.